# Dendrocryphaea latifolia
Dendrocryphaea latifolia är en bladmossart som beskrevs av Griffin, Gradstein och Aguirre 1982. Dendrocryphaea latifolia ingår i släktet Dendrocryphaea och familjen Cryphaeaceae. Inga underarter finns listade i Catalogue of Life.